# Carola Dombeck
Carola Dombeck (n. 25 iunie 1960, Merseburg, Republica Democrată Germană, Germania) este o gimnastă artistică ce a reprezentat Republica Democrată Germană, medaliată olimpică. A participat la o ediție a Jocurilor Olimpice (1976) în care a câștigat o medalie de argint și o medalie de bronz.